# شريهان
شريهان واسمها الكامل شريهان أحمد عبد الفتاح الشلقاني (مواليد 6 ديسمبر 1964 في القاهرة) هي ممثلة مصرية، تعد واحدة من رواد الفن الاستعراضي المصري وأيقونة الفوازير الرمضانية خلال حقبة الثمانينات والتسعينات.

## عن حياتها
ولدت في القاهرة، تعدّ من أهم الفنانات المصريات، بدأت حياتها الفنية وهي في الرابعة من عمرها وعملت في المسرح والسينما والتلفاز، توقفت عن العمل الفني عام 2002 بعد تعرضها للمرض الذي أثّر على عملها في السنوات الأخيرة.
وعادت إلى التلفاز بأول أيام رمضان عام 2021 بإعلان تلفزيوني لشركة فودافون.
درست شريهان الحقوق وقد أنهت دراستها بعد سن 18 من الجامعة بحيث كانت تنوي أن تساعد والدها في إدارة أعماله إلا أن حبها للفن جعلها تصبح راقصة استعراضية وممثلة محترفة حيث تلقت دروس خاصة بالرقص التعبيري ورقص الباليه في مدارس في باريس. اكتشف الفنان الراحل عبد الحليم حافظ شريهان وهي طفلة من خلال شقيقها عمر خورشيد وأول أعمالها كان عبر فيلم "ربع دستة أشرار" و فيلم "قطة على نار" عام 1978م.
بعد ذلك انتقلت شريهان نقلة نوعية بعد 5 سنوات أثناء مشاركتها في فيلم "الخبز المر" أمام الفنان الراحل فريد شوقي عام 1982م.  دخلت شريهان عالم الفوازير عام 1985م أول مرة ولمعت بحيث أصبحت الاستعراضية الأولى في مصر لأدائها العالي سنين متتالية. برز شريهان في مسرحيات متعددة بأدوار استعراضية منها: "سك على بناتك" ، "علشان خاطر عيونك" عام 1989م، "المهزوز".
تعرضت شريهان لحادث سير مروع أدى لكسر العمود الفقري لها عام 1990م وقد سافرت إلى الخارج من أجل العلاج وقد امتنعت عن العمل فترة زمنية مدتها سنتين بحيث عادت بنشاط بعد العلاج عام 1994م بمسرحية" شارع محمد علي". أصيبت شريهان بمرض السرطان تحديدا في الغدد اللعابية مما أدى إلى قيامها لعدة عمليات جراحية في جانب خدها الأيمن لإزالة الورم واستئصاله .

### حياتها الفنية
برعت في بدايتها في المسرح في سك على بناتك وعلشان خاطر عيونك أمام الفنان فؤاد المهندس، ومسرحية شارع محمد علي أمام فريد شوقي، عملت في السينما بالعديد من الأدوار السينمائية أهمها أفلام الطوق والأسورة المرأة والقانون وفضيحة العمر وعرق البلح وميت فل والحب والرعب وخلي بالك من عقلك وغيرها العديد من الأفلام السينمائية، وبالنسبة للدراما التليفزيونية قدمت العديد من الأدوار التلفزيونية منها دمي ودموعي وابتسامتي، وأما في الفوازير فلقد كانت النجمة الأولى في الفوازير بمصر مع الفنانة نيللي وأصبحت حينها نجمة الشباب الأولى التي يحتذى فيها، توقفت عن التمثيل بعد إصابتها بالمرض.

### حياتها الخاصة
ولدت شريهان لعائلة مرموقة حيث والدها هو المحامي "أحمد عبد الفتاح الشلقاني" أحد أشهر دكاترة القانون المصري ووالدتها هي "عواطف محمود هاشم" سيدة أعمال وعارضة أزياء سابقة، وهي الأخت غير الشقيقة من الأم لعازف القيثاره المصري عمر خورشيد وجيهان أرملة المعلق الرياضي فايز الزمر والسيدة هويدا زوجة المخرج كريم ضياء الدين. تزوجت شريهان أول مره من رجل الاعمال السعودي علال الفاسي ولكنها انفصلت عنه. وتزوجت من رجل الأعمال الأردني «علاء الخواجة» وقد أنجبت له لؤلؤة وتالية القرآن. كانت شريهان تهوى الرقص والغناء منذ صغرها فدرست رقص الباليه أثناء مرحلتها الدراسية.

## أعمالها

### في السينما
| سنة الإنتاج | الفيلم                | الشخصية                       |
| ----------- | --------------------- | ----------------------------- |
| 1977        | قطة على نار           | لوسي                          |
| 1982        | الخبز المر            | عزيزة                         |
| 1983        | العذراء والشعر الأبيض | بثينة                         |
| 1983        | ريا وسكينة            | فلة / سكينة                   |
| 1983        | المتشردان             | جيهان                         |
| 1984        | درب اللبانة           | سعاد                          |
| 1984        | مين فينا الحرامي      | سحر                           |
| 1985        | خلي بالك من عقلك      | سلوى                          |
| 1986        | قفص الحريم            | ريم                           |
| 1986        | الطوق والإسورة        | فهيمة / فرحانة                |
| 1986        | شارع السد             | ألطاف                         |
| 1986        | مدام شلاطة            | نجوى                          |
| 1988        | المرأة والقانون       | نادية                         |
| 1989        | فضيحة العمر           | لواحظ                         |
| 1989        | المرشد                | نوارة                         |
| 1990        | العقرب                | ريهام / هبة                   |
| 1991        | الحب والرعب           | د. هند الدرملي                |
| 1993        | كريستال               | حسنة                          |
| 1994        | كش ملك                | مايا                          |
| 1994        | سوق النساء            | نادية سامي / سعاد سالم        |
| 1995        | يوم حار جدا           | هدى                           |
| 1996        | ميت فل                | دلال محمود سليمان / سر من رأى |
| 1998        | جبر الخواطر           | نوال إبراهيم السعدي           |
| 1999        | لماضة                 | لماضة                         |
| 1999        | عرق البلح             | سلمى / جميلة                  |
| 2002        | العشق والدم           | نوارة                         |

### في التلفزيون

#### المسلسلات
| سنة الإنتاج | المسلسل                   | الشخصية                          |
| ----------- | ------------------------- | -------------------------------- |
| 1973        | المعجزة                   | عبير                             |
| 1978        | رحلة هادئة                | خديجة                            |
| 1980        | بطل الدوري                | بوسي                             |
| 1982        | أرزاق                     | سلوى                             |
| 1982        | سر الغريبة                | منى رأفت الطويلة الأم نبيلة زكية |
| 1983        | وعادت الأيام              | سناء                             |
| 1983        | الامتحان                  | سهام                             |
| 1984        | الليل والقمر              | نعيمة                            |
| 1984        | الجلاد والحب              | ''هبة                            |
| 1984        | دعوني أعيش                | وردة                             |
| 1986        | بلاغ للنائب العام: قصة حب | نيرة                             |
| 1987        | رحمة                      | رحمة                             |
| 1988        | نار ودخان                 | لبنى كامل                        |
| 1997        | دمي ودموعي وابتسامتي      | ناهد                             |

#### الأفلام التلفزيونية
| سنة الإنتاج | الفيلم           | الشخصية |
| ----------- | ---------------- | ------- |
|             | قلوب خضراء       | صفاء    |
| 1988        | القلوب عند بعضها | سلمى    |

#### الفوازير
| سنة الإنتاج | المسلسل                       | الشخصية                      |
| ----------- | ----------------------------- | ---------------------------- |
| 1985        | ألوان                         | شخصيات متعددة                |
| 1985        | ألف ليلة وليلة: عروس البحر    | بدر البدور عروس البحر ياسمين |
| 1986        | ألف ليلة وليلة: وردشان وماندو | الأميرة وردشان               |
| 1987        | ألف ليلة وليلة: الثلاث بنات   | كريمة / حليمة / فطيمة        |
| 1987        | حول العالم                    | شخصيات متعددة                |
| 1993        | حاجات ومحتاجات                | زئردة                        |

### في المسرح
| سنة الإنتاج | المسرحية         | الشخصية    |
| ----------- | ---------------- | ---------- |
| 1979        | ربع دستة أشرار   |            |
| 1980        | سك على بناتك     | سوسو       |
| 1981        | انت حر           | سوسو       |
| 1985        | المهزوز          | فيفي       |
| 1987        | علشان خاطر عيونك | روزيتا     |
| 1991        | شارع محمد علي    | درة درية   |
| 2021        | كوكو شانيل       | كوكو شانيل |

### في الإذاعة
| سنة الإنتاج | المسرحية      | الشخصية |
| ----------- | ------------- | ------- |
| 1983        | أشياء لا تباع | عواطف   |

## وصلات خارجية
- الموقع الرسمي
- شريهان على موقع IMDb (الإنجليزية)
- شريهان على موقع قاعدة بيانات الأفلام العربية
- شريهان على موقع ألو سيني (الفرنسية)
- شريهان على موقع ميوزك برينز (الإنجليزية)
- شريهان على موقع قاعدة بيانات الفيلم (الإنجليزية)
- شريهان على موقع كينوبويسك (الروسية)